# (828) Lindemannia
(828) Lindemannia est un astéroïde de la ceinture principale découvert le 29 août 1916 par l'astronome autrichien Johann Palisa.
Sa désignation provisoire était 1916 ZX. Il est finalement nommé en l'honneur de l'astronome amateur britanno-allemand Adolph Friedrich Lindemann (en).